# The Nile Song
«The Nile Song» és un senzill del grup Pink Floyd, que figura en segona posició de l'àlbum More de 1969, que únicament va sortir al mercat a França, Japó i Nova Zelanda i que va ser escrit per Roger Waters.
Es tracta d'un dels estranys temes de Pink Floyd que s'acosten al hard rock amb els temes Young Lust de l'àlbum The Wall i Not Now John de l'àlbum The Final Cut.
La cançó va ser escrita per Roger Waters i és un tema del grup on no hi ha ni piano, ni sintetitzador. El tema Ibiza Bar, en el mateix àlbum, que reprèn el mateix tema musical.

## Músics
- Roger Waters - baix
- David Gilmour - guitarra, veu
- Nick Mason – bateria, percussions